# Princípio de Pareto

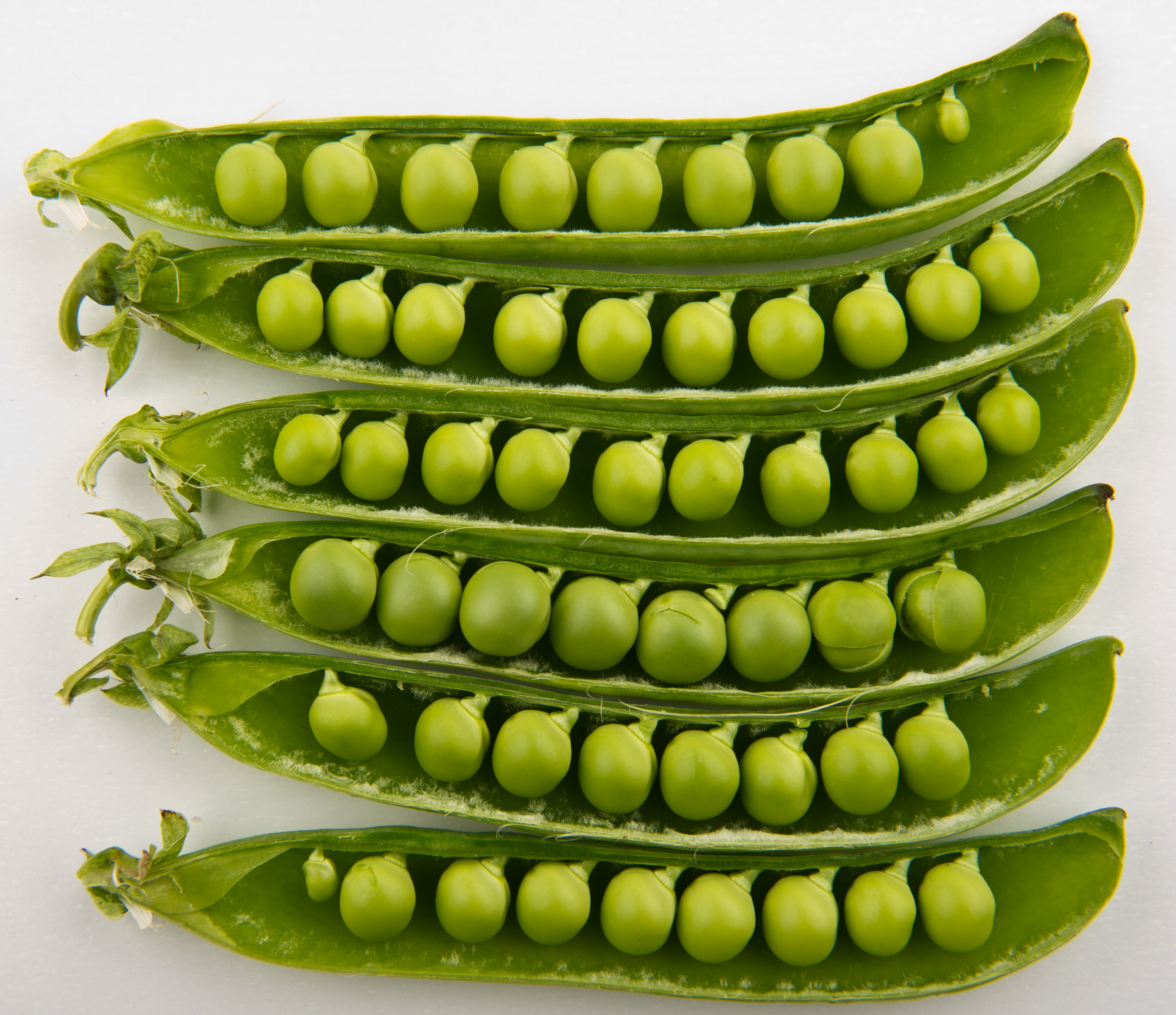
O princípio de Pareto deriva da observação de Vilfredo Pareto de que apenas "poucas vitais" das vagens em seu jardim produziam a maioria das ervilhas.

O princípio de Pareto (também conhecido como regra do 80/20, lei dos poucos vitais ou princípio de escassez do fator) afirma que, para muitos eventos, aproximadamente 80% dos efeitos vêm de 20% das causas. O consultor de negócios Joseph Moses Juran sugeriu o princípio e o nomeou em homenagem ao economista italiano Vilfredo Pareto, que notou a conexão 80/20 em sua passagem pela Universidade de Lausanne em 1892, como publicado em seu primeiro artigo "Cours d'économie politique". Essencialmente, Pareto mostrou que aproximadamente 80% da terra na Itália pertencia a 20% da população. Pareto desenvolveu o princípio ao observar que, em seu jardim, 20% das vagens continham 80% das ervilhas.
É uma rule of thumb comum em negócios, por exemplo, "80% das suas vendas vêm de 20% dos seus clientes". Cientificamente, a regra do 80/20 é aproximadamente seguida por uma distribuição de lei de potência (também conhecida como uma distribuição de Pareto) para um conjunto particular de parâmetros. Mostrou-se também empiricamente que muitos fenômenos naturais exibem tal distribuição.
O princípio de Pareto é apenas tangencialmente relacionado com a eficiência de Pareto. Pareto desenvolveu tais conceitos no contexto da distribuição de renda e riqueza entre a população.

## Economia
A observação original dizia respeito à população e à riqueza. Pareto percebeu que 80% da terra na Itália pertencia a 20% da população. Ele então fez pesquisas sobre outros países e descobriu, para sua surpresa, que uma distribuição semelhante acontecia.
Uma tabela que deu à desigualdade uma forma muito visível e abrangente, o então chamado efeito da taça de champanhe, estava presente no relatório de 1992 do Programa das Nações Unidas para o Desenvolvimento, no qual se mostrava como a distribuição da renda global é díspar, com os 20% mais ricos da população mundial controlando 82,7% da renda mundial.
| Quintil da população | Renda  |
| -------------------- | ------ |
| 20% mais ricos       | 82.70% |
| Segundo quintil      | 11.75% |
| Terceiro quintil     | 2.30%  |
| Quarto quintil       | 1.85%  |
| 20% mais pobres      | 1.40%  |

## Ciência
Quanto maior o número de previsões que uma teoria faz, maior a chance de que algumas delas sejam facilmente testáveis. Modificações de teorias existentes fazem cada vez menos previsões novas, aumentando o risco de que as poucas previsões remanescentes sejam mais dificilmente testáveis.

## Software
Em ciência da computação e teoria de controle em engenharia, tais como em conversores eletromecânicos de energia, o princípio de Pareto pode ser aplicado em esforços de otimização.
Por exemplo, a Microsoft notou que, ao corrigir os primeiros 20% dos bugs mais relatados, 80% dos erros e panes relacionadas em um dado sistema seriam eliminados.
Em teste de carga, é uma prática comum estimar que 80% do tráfego ocorre em 20% do tempo.
Em engenharia de software, Lowell Arthur expressou um corolário: "20% do código contém 80% dos erros. Encontre-os e conserte-os."

## Esporte
Diz-se que cerca de 20% dos esportistas participam de 80% das grandes competições e, destes, 20% ganham 80% dos prêmios. Isto também pode ser aplicado a equipes em muitos esportes populares.
O princípio de Pareto tem sido usado também em treinamentos, em que aproximadamente 20% dos exercícios e hábitos têm 80% do impacto, sendo que o treinador não deve focar muito em treinamento variado. Isto não quer dizer necessariamente que a alimentação saudável e o exercício físico não são importantes, mas só que podem não ser tão significantes quanto às atividades mais importantes.
A lei dos poucos também pode ser observada em apostas, nas quais se diz que, com 20% do esforço, é possível combinar a precisão de 80% dos apostadores.

## Segurança e saúde ocupacionais
Em segurança e saúde ocupacionais, profissionais usam o princípio de Pareto para sublinhar a importância da priorização de perigos. Assumindo que 20% dos perigos respondem por 80% dos acidentes, ao categorizar perigos, profissionais de segurança podem dar mais importância ao combate destes 20% dos perigos que causam 80% dos acidentes. Alternativamente, se perigos forem abordados em uma ordem aleatória, é mais provável que um profissional de segurança corrija um dos 80% dos perigos que responde apenas por alguma fração dos 20% dos acidentes.
Além de assegurar práticas eficientes de prevenção de acidentes, o princípio de Pareto também garante que os perigos sejam abordados em uma ordem econômica, já que a técnica assegura que os recursos sejam mais bem empregados para prevenir a maioria dos acidentes.

## Outras aplicações
Na disciplina de ciência de sistemas, Joshua M. E. Epstein e Robert Axtell criaram um modelo de simulação social baseada em agentes chamado SugarScape, a partir de uma abordagem de modelagem descentralizada, baseado em regras de comportamento individual definidas para cada agente na economia. A distribuição de riqueza e princípio 80/20 de Pareto emergiram nestes resultados, que sugere que o princípio é uma consequência coletiva destas regras individuais.
O princípio de Pareto tem muitas aplicações em controle de qualidade. É a base do diagrama de Pareto, uma das ferramentas-chave usadas em técnicas de gestão da qualidade total e de Seis Sigma. O princípio de Pareto serve como linha de base para as análises ABC e XYZ em gerenciamento de tempo, amplamente usadas em logística e armazenamento com a intenção de otimizar a estocagem de bens e os custos de manter e abastecer estes estoques.
Em assistência médica nos Estados Unidos, descobriu-se que 20% dos pacientes usam 80% dos recursos.
Alguns casos de super-propagação se conformam à regra 80/20, em que aproximadamente 20% dos indivíduos infectados são responsáveis por 80% das transmissões. No entanto, pode-se dizer que a super-propagação também pode ocorrer quando super-propagadores respondem por uma porcentagem mais baixa ou mais alta das transmissões. Em epidemias com super-propagação, a maioria dos indivíduos infecta relativamente poucos contatos secundários.
O Estudo de Saúde e Desenvolvimento Multidisciplinar Dunedin descobriu que 80% dos crimes são cometidos por 20% dos criminosos. Esta estatística é usada para apoiar tanto práticas de revista policial, como políticas de janelas quebradas, supondo que, detendo criminosos que cometem crimes menores, provavelmente serão encontrados muitos criminosos procurados por ou que normalmente cometem infrações maiores.

## Matemática
A ideia tem uma aplicação como rule of thumb em muitas áreas, mas é comumente mal usada. Por exemplo, é um equívoco afirmar que uma solução a um problema "se ajusta à regra do 80/20" só porque se ajusta a 80% dos casos. Pode ser também que a solução exija apenas 20% dos recursos que seriam necessários para resolver todos os casos. Adicionalmente, é um equívoco usar a regra do 80/20 para interpretar um pequeno número de categorias e observações.
Este é um caso especial de um fenômeno mais amplo de distribuições de Pareto. Se o índice de Pareto {\displaystyle \alpha }, que é um dos parâmetros que caracteriza uma distribuição de Pareto, for escolhido como {\displaystyle \alpha =\log _{4}5\approx 1,16}, então 80% dos efeitos vêm de 20% das causas.
Segue-se também que 80% de 80% dos efeitos mais importantes vêm de 20% de 20% das causas mais importantes, daí em diante. 80% de 80% é 64%, 20% de 20% é 4%, o que implica uma lei "64/4", que semelhantemente implica uma lei "51,2/0,8". Da mesma forma, para 80% das causas menos importantes e 20% dos efeitos menos importantes, 80% de 80% das causas menos importantes causarão apenas 20% de 20% dos efeitos menos importantes. Isto está intensamente alinhado com a tabela sobre população mundial e renda acima, em que os 60% mais pobres possuem 5,5% da riqueza, uma conexão quase 64/4.
A correlação 64/4 também implica uma área "justa" de 32% entre os 4% e os 64%, em que os 80% menos bem colocados dos 20% mais bem colocados (16%) e os 20% mais bem colocados dos 80% menos bem colocados (também 16%) têm relação com a correspondente base do topo e o correspondente topo da base dos efeitos (32%). Isto também está intensamente alinhado com a tabela acima sobre a população mundial, em que os segundos 20% controlam 12% da riqueza e a base dos 20% do topo (presumivelmente) controlam 16% da riqueza.
O termo 80/20 é apenas uma forma abreviada para o princípio geral em operação. Em casos individuais, a distribuição pode ser também, por exemplo, mais próxima de 80/10 ou 80/30. Não é necessário que a soma dos dois números resulte em 100, já que são medidas de coisas diferentes, por exemplo, "número de clientes" vs. "montante gasto". Entretanto, cada caso em que a soma não resulta em 100% é equivalente a outro em que a adição dá 100%. Por exemplo, no caso acima, a "lei 64/4" (em que a soma dos dois números não resulta em 100%) é equivalente à "lei 80/20" (em que a adição dá 100%). Assim, especificar duas porcentagens independentemente não conduz a uma classe de distribuições mais ampla do que se obteria ao especificar uma porcentagem maior e permitir que a outra seja seu complemento em relação a 100%. Assim, há apenas um grau de liberdade na escolha daquele parâmetro.
A soma que resulta em 100 leva a uma boa simetria. Por exemplo, se 80% dos efeitos vêm dos primeiros 20% das causas, então os restantes 20% dos efeitos vêm dos últimos 80% das causas. Isto é chamado de razão conjunta, que pode ser usada para medir o grau de desequilíbrio. Uma razão conjunta de 96:4 é muito desequilibrada, 80:20 é significantemente desequilibrada (como no caso de um coeficiente de Gini igual a 60%), 70:30 é razoavelmente desequilibrada (como no caso de um coeficiente de Gini igual a 40%) e 55:45 é apenas levemente desequilibrada.
O princípio de Pareto é uma ilustração de uma relação de lei de potência, que também ocorre em fenômenos como incêndios florestais e terremotos. Benoit Mandelbrot ofereceu uma explicação para esse padrão no campo da economia e das ciências sociais com base na dinâmica de renda da população. Por ser autossemelhante ao longo de uma ampla gama de magnitudes, produz valores observados completamente diferentes de fenômenos de distribuição gaussiana. A ocorrência de eventos extremos raros (ou catastróficos) que mostram distribuição de lei de potência pode ser de várias ordens de magnitude maior do que aquela associada a outros modelos geralmente assumidos em finanças, como, por exemplo, gaussiano ou exponencial. Este fato explica os frequentes colapsos de sofisticados instrumentos financeiros, que são modelados com o pressuposto de que uma relação gaussiana é apropriada a, por exemplo, movimentos de preços de ações.

## Medidas de igualdade

### Coeficiente de Gini e Índice de Hoover
Usando a notação "A:B" (por exemplo, {\displaystyle 0,8:0,2}), com {\displaystyle A+B=1}, medidas de desigualdade como o coeficiente de Gini ({\displaystyle G}) e o índice de Hoover ({\displaystyle H}) podem ser computadas. Neste caso, as medidas são iguais.
{\displaystyle H=G=|2A-1|=|1-2B|,}
{\displaystyle A:B=\left({\frac {1+H}{2}}\right):\left({\frac {1-H}{2}}\right)}

### Índice de Theil
O índice de Theil é uma medida de entropia usada para quantificar desigualdades. A medida é 0 para distribuições 50:50 e chega a 1 com uma distribuição de 82:18. Desigualdades mais altas produzem índices de Theil maiores que 1.
{\displaystyle T_{T}=T_{L}=T_{s}=2H\,\operatorname {artanh} (H).\,}